# Balló Rudolf
Balló Rudolf, született Braun Rudolf (Borosjenő, 1884. április 24. – Budapest, 1969. november 6.), magyar vegyész, tanár.

## Életpályája
Braun Frigyes és Weisz Janka fia. Iskoláit előbb Aradon végezte, majd 1902-től a budapesti Tudományegyetemen folytatta. Egyetemi évei alatt rendszeresen hallgatta a Műegyetemen Wartha Vince és Pfeifer Ignác előadásait. 1906-ban kitűnő eredménnyel tette le a tanári szakvizsgáját és „summa cum laude” minősítéssel szerezte meg vegyészdoktori oklevelét. Kutatómunkája során főleg a dolomit és szilikát ásványok keletkezési feltételeit vizsgálta.
1917-ig a Magyar Chemiai Folyóirat szerkesztője. Az 1920-as évek elején szabadalmai és eljárásai szerint dolgozó vegyi üzemet (Isola Művek Rt.) alapított. Először itt gyártottak és dolgoztak fel Magyarországon műanyagot. 1952-ben megbízták a Budapesti Műszaki Egyetem Műanyag- és Gumiipari Tanszékének megszervezésével.
1919. július 16-án Budapesten házasságot kötött Zsiga Sándor és Derszib Irén lányával, Irén Máriával. 1925-ben elváltak.

## Szabadalmai
Több szabadalom feltalálója volt:
- 152693 BA1639 Fővárosi Villamos Vasút Műanyag féktuskó
- 146279 BA1089 Kutasy Lajossal Sínleerősítés vasbeton aljon
- 145695 BA1246 Küvetta
- 141937 B15560 Csapágy vagy csapágypersely műanyagból és eljárás előállítására
- 113862 B12489 Molnár Ernővel Fékpofa és fékbetét, valamint eljárás előállításukra
- 97554 H7987 Horváth Károllyal Szűrő fúrt kutakhoz
- 97164 H7987 Horváth Károllyal Eljárás keretléc-massza előállítására
- Eljárás műcsiríz előállítására

Ezek közül a legfontosabbak:  fékpofa és fékbetétek (1935) és csapágyak és csapágyperselyek (1942) műanyagból történt előállítására.

## Tudományos címei
Munkássága elismeréseként 1952-ben a kémiai tudományok kandidátusává, 1959-ben a kémiai tudományok doktorává nyilvánították.